# Comté de Benton (Oregon)
Pour les articles homonymes, voir Comté de Benton.
Le comté de Benton (anglais : Benton County) est un comté situé dans l'ouest de l'État de l'Oregon aux États-Unis. Il est nommé en l'honneur de Thomas Hart Benton, un sénateur qui sountenait l'idée de la Destinée manifeste des États-Unis. Le siège du comté est Corvallis. Selon le recensement de 2000, sa population est de 78 153 habitants.

## Géographie
Le comté a une superficie de 1 759 km², dont 1 752 km² est de terre. 

### Comtés adjacents
- Comté de Polk (nord)
- Comté de Lincoln (ouest)
- Comté de Linn (est)
- Comté de Lane (sud)

### Villes principales
- Adair Village
- Albany
- Corvallis
- Monroe
- Philomath